# Мазуркевич Михайло Юліанович
Майк Мазуркі (при народженні Маркіян (Михайло) Юліанович Мазуркевич; 25 грудня 1907, с. Купчинці, нині   Тернопільського району Тернопільської області — 9 грудня 1990, Ґлендейл, штат Каліфорнія, США) — американський кіноактор, спортсмен, магістр мистецтв.

## Життєпис
Майбутній актор з'явився на світ 25 грудня 1907 року в селі Купчинці (Королівство Галичини і Володимирії, Австро-Угорщина, нині  Тернопільського району Тернопільської області, Україна). Мати Маркіяна Мазуркевича так розповідала про нелегку долю їхньої родини: «Три тижні, заки народився син, мій чоловік рішився виїхати в Америку. Я не перечила йому, бо в краю була нужда — думала, що як поїде в Америку, то колись і мене візьме з дитиною, буде нам краще жити на цьому світі. Та не було грошей на дорогу, треба було позичати у мого вітчима…» Намагаючись віддати борг, мати поїхала до Прусії на заробітки, залишивши однорічну дитину чужим людям. Тим часом вітчим викрав хлопчика. Навіть коли батьки Маркіяна повернули борг і надіслали синові гроші на подорож до Америки, вітчим привласнив їх і всіляко відтягував приїзд. Врешті-решт Мазуркевичі змушені були купити квитки випадковим знайомим, які й привезли чотирирічного хлопця до батьків.
Емігрував з батьками до США. Від 1915 — в м. Коговз.
Маркіян, який невдовзі змінив ім'я на Майк, успішно закінчив школу, вчив право у Нью-Йоркському університеті Фордгем, потім працював в одній з фірм на Волл-стріт. Крім того, він ніколи не поривав зі спортом і ще зі школи захоплювався декламацією віршів української та англійської літератури.
Навчався в балетній школі Василя Авраменка. Закінчив Менгеттенський спортивний коледж (1930, Нью-Йорк), член драматичного гуртка, виступав у «Містер Шоу». Студіював право у Фордгеймському університеті (Нью-Йорк).
Майка знали і шанували в Українському Культурному центрі в Лос-Анджелесі. Як свідчать друзі Мазуркі, він до самої своєї смерті мріяв ще хоч раз побачити батьківщину (на жаль, це йому не вдалося). Він не дожив 16 днів до свого 82-річного ювілею. В останню путь тіло актора понесли з української церкви святого Володимира, парафіянином якої він був.

## Спортивна кар'єра
Його ім'я було популярним ще до дебюту Мазуркі в Голлівуді, бо як борець-професіонал важкої ваги він провів понад 4000 матчів, а перед тим грав у професійних футбольних та баскетбольних командах.
1930-ті рр. — спортсмен-професіонал: баскетбол, американський футбол, класична боротьба (нині греко-римська), в якій досягнув значних успіхів (понад 4000 поєдинків); суддя численних міжнародних змагань із боротьби в Азії, Європі, США.

## Акторська кар'єра
Майк Мазуркі дебютував у Голлівуді в 1941 році у стрічці «Шанхайський жест». Спочатку він виконував здебільшого схематичні ролі у пригодницьких картинах, де використовувались його фізичні дані. Згодом актор навчився забарвлювати рисами своєї творчої палітри найдрібніші образи, перетворившись на справжнього майстра епізоду. Він так і не став зіркою «фабрики мрій», хоча чимало фільмів з його участю увійшли до скарбниці американської кінокласики: «Самсон і Даліла» (1949) Сесіля Блаунта Де Мілля, «Ніч і місто» (1950) Жюля Дассена, «Навколо світу за 80 днів» (1956) Майкла Андерсона, «Повна кишеня чудес» (1961) Френка Капри, «Осінь шайєнів» (1964) Джона Форда та інші. Деякі роботи Мазуркі знайомі і нашим глядачам, зокрема невеликі ролі у стрічках «У джазі тільки дівчата» (1959) Біллі Вайлдера та «Цей шалений, шалений, шалений, шалений світ» (1963) Стенлі Крамера.
Як актор дебютував у фільмі «Шанхайський жест» (1941); усього зіграв півтори сотні ролей у фільмах — понад 130 ролей у кінофільмах Голлівуду.
Учасник майже 200 телепередач серії «Найвищий час» (1966–1967).

## Фільмографія
| Рік  | Українська назва                            | Оригінальна назва                        | Роль           | Примітки |
| ---- | ------------------------------------------- | ---------------------------------------- | -------------- | -------- |
| 1941 | Шанхайський жест                            | The Shanghai Gesture                     |                |          |
| 1942 | Джентльмен Джим                             | Gentleman Jim                            | Джек Кілрейн   |          |
| 1944 |                                             | The Missing Juror                        |                |          |
| 1944 |                                             | The Canterville Ghost                    |                |          |
| 1944 |                                             | Murder, My Sweet                         | Мус Меллой     |          |
| 1945 |                                             | Dick Tracy                               |                |          |
| 1945 |                                             | Abbott and Costello in Hollywood         |                |          |
| 1945 |                                             | Dakota                                   | Бігтрі Коллінс |          |
| 1945 |                                             | The Horn Blows at Midnight               | Басс Плеєр     |          |
| 1946 |                                             | Live Wires                               | Петсі Кларк    |          |
| 1947 |                                             | Sinbad the Sailor                        |                |          |
| 1947 |                                             | Unconquered                              |                |          |
| 1947 |                                             | Nightmare Alley                          |                |          |
| 1948 |                                             | I Walk Alone                             |                |          |
| 1949 | Піщана мотузка                              | Rope of Sand                             | Пірсон         |          |
| 1949 |                                             | The Devil's Henchman                     |                |          |
| 1950 |                                             | Night and the City                       |                |          |
| 1950 |                                             | Dark City                                |                |          |
| 1951 |                                             | Ten Tall Men                             |                |          |
| 1951 |                                             | My Favorite Spy                          |                |          |
| 1955 |                                             | New York Confidential                    |                |          |
| 1955 |                                             | Blood Alley                              |                |          |
| 1955 |                                             | Kismet                                   |                |          |
| 1955 |                                             | Davy Crockett, King of the Wild Frontier | Бігфут Мейсон  |          |
| 1956 |                                             | Davy Crockett and the River Pirates      |                |          |
| 1956 |                                             | Comanche                                 |                |          |
| 1956 |                                             | Man in the Vault                         |                |          |
| 1956 |                                             | Around the World in 80 Days              |                |          |
| 1959 | У джазі тільки дівчата                      | Some Like It Hot                         |                |          |
| 1962 |                                             | Zotz!                                    |                |          |
| 1962 |                                             | Five Weeks in a Balloon                  |                |          |
| 1963 |                                             | Donovan's Reef                           |                |          |
| 1963 |                                             | 4 for Texas                              |                |          |
| 1963 | Цей шалений, шалений, шалений, шалений світ | It's a Mad, Mad, Mad, Mad World          |                |          |
| 1964 | Осінь Шайєннів                              | Cheyenne Autumn                          |                |          |
| 1966 |                                             | 7 Women                                  |                |          |
| 1967 |                                             | The Adventures of Bullwhip Griffin       |                |          |
| 1976 |                                             | Won Ton Ton, the Dog Who Saved Hollywood |                |          |
| 1978 | Магія Лессі                                 | The Magic of Lassie                      |                |          |
| 1978 |                                             | The One Man Jury                         |                |          |
| 1987 |                                             | Amazon Women on the Moon                 |                |          |
| 1990 | Дік Трейсі                                  | Dick Tracy                               |                |          |